# Camera Obscura (band)

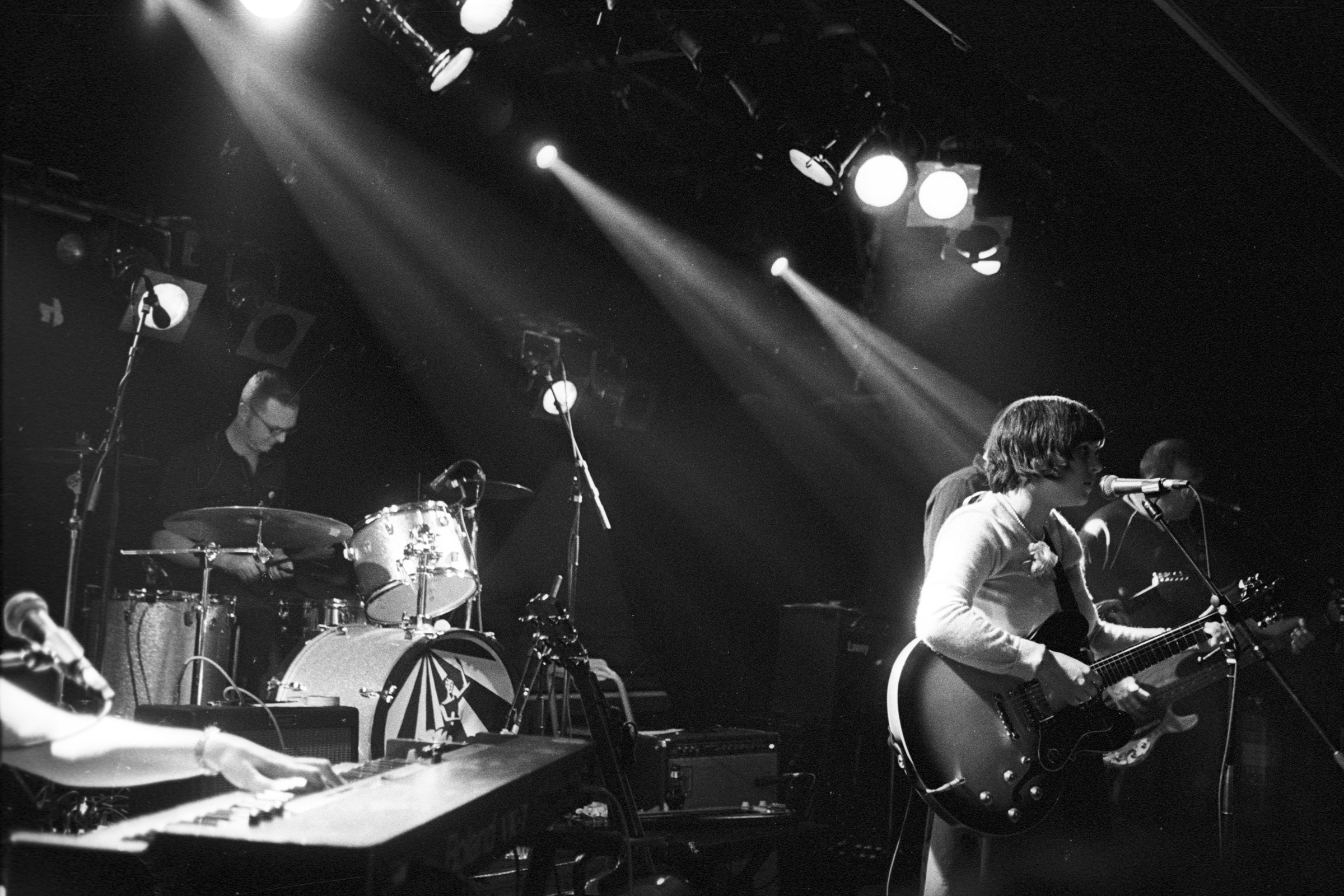
Camera Obscura tijdens een optreden in Stockholm, Zweden

Camera Obscura is een melancholische indiepop-band uit Glasgow. De groep werd gevormd in 1996.
Camera Obscura heeft 5 albums uitgebracht. Hun debuutplaat kwam uit in 2001 en heette "Biggest Bluest Hi Fi". De internationale doorbraak van de groep -voornamelijk in het alternatieve circuit- kwam echter pas bij het derde album: "Let's Get Out of This Country" , uit 2006. Het album werd geproduceerd door de Zweed Jari Haapalainen (bekend van Peter Bjorn and John). Op dit album werd voornamelijk het nummer "Lloyd, I'm Ready to Be Heartbroken" populair onder critici. Het nummer is een antwoord op het nummer "Are You Ready to Be Heartbroken" van de groep Lloyd Cole & The Commotions, uit 1984. De doorbraak van het album heeft de groep deels te danken gehad aan de support van de Britse DJ John Peel.
De band wordt vanwege hun dromerige muziek in de media regelmatig vergeleken met de eveneens uit Glasgow afkomstige muziekgroep Belle & Sebastian.

## Discografie
- 2001 - Biggest Bluest Hi Fi
- 2003 - Underachievers Please Try Harder
- 2006 - Let's Get Out of This Country
- 2009 - My Maudlin Career
- 2013 - Desire Lines